# Тендеан, Пьер
Пьер Андреас Тендеан (индон. Pierre Andreas Tendean) — участник индонезийской революции, национальный герой Индонезии. В 1965 году — старший лейтенант, адъютант министра-координатора по вопросам обороны генерала Абдула Хариса Насутиона. Во время попытки государственного переворота, осуществлённой левой военной группировкой Движение 30 сентября, убит мятежниками, по ошибке принявшими его за Насутиона.

## Ранние годы жизни
Пьер Тендеан был единственным сыном А. Л. Тендеана (индон. A.L. Tendean), минахасца по происхождению и врача по образованию, работавшего в больницах Джакарты, Тасикмалаи, Магеланга и Семаранга. Его мать имела французские и нидерландские корни. Пьер имел старшую сестру Митзе Фарре (индон. Mitze Farre) и младшую сестру Роосвидати (индон. Rooswidiati).
Начальное образование Пьер получил в Магеланге, а среднее — в Семаранге. После окончания школы Пьер выразил желание поступить в Национальную военную академию (индон. Akademi Militer Nasional), но его родители желали, чтобы он стал врачом, как его отец, или инженером. Тендеан пошёл на компромисс с родителями и поступил в Индонезийскую военно-техническую академию (индон. Akademi Teknik Angkatan Darat (ATEKAD)).

## Военная карьера
Во время обучения в академии Тендеан в звании капрала участвовал в военной операции «Сапта Марга», в составе Корпуса военных инженеров (индон. Zeni Tempur). В 1962 году, после окончания академии, Тендеан был назначен командиром взвода второго военно-инженерного батальона группировки войск второго военного округа (индон. Komandan Peleton Batalyon Zeni Tempur 2 Komando Daerah Militer II (Danton Yon Zipur 2 / Dam II) ) в Медане.
В следующем году Тендеан прошёл обучение в разведшколе Богора, после чего получил направление в Армию Центральном управлении разведки сухопутных войск (индон. Dinas Pusat Intelijen Angkatan Darat  (DIPIAD)). Во время индонезийско-малайзийской конфронтации Тендеан командовал отрядом разведчиков-добровольцев. 15 апреля 1965 года Тендеану было присвоено звание старшего лейтенанта, в тот же день он был назначен адъютантом начальника Генерального штаба сухопутных войск генерала Абдула Хариса Насутиона.

## Смерть
В ночь с 30 сентября на 1 октября 1965 года левая военная группировка, известная как Движение 30 сентября, предприняла попытку государственного переворота. Ранним утром 1 октября мятежники ворвались в дом генерала Насутиона, намереваясь его похитить. Они начали стрелять, выстрелы разбудили Тендеана. В темноте мятежники приняли его за Насутиона — он был схвачен и привезён в предместье Джакарты Лубанг Буайя, где он был расстрелян, а его тело, вместе с телами шестерых генералов, убитых мятежниками, брошено в яму.
5 октября 1965 года Пьеру Тендеану, вместе с другими жертвами мятежников, указом президента Сукарно было присвоено звание Героя революции (индон. Pahlawan Revolusi). Ему было посмертно присвоено звание капитана, он был похоронен на Кладбище героев в джакартском районе Калибата.